# Alfredo Pasotti
Alfredo Pasotti, nacido el 6 de enero de 1925 en Bastida Pancarana (Italia) y fallecido el 12 de septiembre de 2000 en la misma localidad, fue un ciclista italiano, que fue profesional de 1946 a 1956.

## Palmarés
1950
- 2 etapas del Tour de Francia

1952
- 1 etapa del Giro de Italia
- 1 etapa del Tour de Luxemburgo

1953
- 1 etapa de la Vuelta a Suiza

## Resultados en las grandes vueltas
| Carrera         | 1946 | 1947 | 1948 | 1949 | 1950 | 1951 | 1952 | 1953 | 1954 | 1955 | 1956 |
| --------------- | ---- | ---- | ---- | ---- | ---- | ---- | ---- | ---- | ---- | ---- | ---- |
| Giro de Italia  | -    | -    | 13º  | 25º  | 21º  | 25º  | 12º  | Ab.  | Ab.  | -    | -    |
| Tour de Francia | -    | -    | -    | -    | Ab.  | -    | -    | -    | -    | -    | -    |
| Vuelta a España | -    | -    | -    | -    | -    | -    | -    | -    | -    | -    | -    |
| Mundial en Ruta | -    | -    | -    | -    | -    | 16º  | -    | -    | -    | -    | -    |